# Thomas Beck (Mediziner)
Thomas Beck (* 5. Oktober 1957 in Frankfurt am Main) ist ein deutscher Anatom, Pharmakologe und Toxikologe.

## Leben
Thomas Beck besuchte eine Schule in Frankfurt am Main, wo er 1976 sein Abitur absolvierte. Anschließend studierte er an der Johann-Wolfgang-Goethe-Universität Frankfurt am Main Pharmazie. Das Studium schloss er 1980 mit dem Bestehen des Staatsexamens ab. Im nächsten Jahr wurde er zum Apotheker approbiert und arbeitete fortan als wissenschaftlicher Mitarbeiter am Marburger Institut für Pharmakologie und Toxikologie. Die Universität promovierte ihn 1985 summa cum laude zum Doktor der Naturwissenschaften. Seine Dissertation trägt den Titel Autoradiographische Methoden zur Lokalisierung und Quantifizierung von Arzneistoffwirkungen im Gehirn der Ratte und entstand bei Josef Krieglstein. 1987 erkannte ihn die Deutsche Gesellschaft für Pharmakologie und Toxikologie als Fachpharmakologen an. Ferner wirkte er im Zeitraum von 1986 bis 1989 als stellvertretendes Mitglied bei der Prüfungskommission für den zweiten Abschnitt der Pharmazeutischen Prüfung in Marburg.
1988 verließ Beck Marburg. Im nächsten Jahr erhielt er von der Deutschen Forschungsgemeinschaft ein Forschungsstipendium, durch welches er sich als Postdoctoral Research Fellow, am College of Physicians and Surgeons der Columbia University aufhielt. Nach Deutschland kehrte er 1991 zurück und wurde am Institut für Anatomie an der Julius-Maximilians-Universität Würzburg wissenschaftlicher Mitarbeiter, 1992 schließlich ging er in diesem Amt an das anatomische Institut der Universität Rostock.
Die Universität Rostock habilitierte Beck 1994 für Pharmakologie und Toxikologie anhand einer Schrift über Pharmakologische und neuroanatomische Untersuchungen zur cerebralen Ischämie. Im nächsten Jahr erhielt er für diese Fächer seine Lehrberechtigung. Die Anatomische Gesellschaft erkannte ihn 1997 als Fachanatom an und im nächsten Jahr erhielt er auch eine Lehrberechtigung für Anatomie. 1999 wurde er auch als Mitglied der Prüfungskommission für das mecklenburg-vorpommernsche Physikum eingesetzt, was er bis 2005 blieb. Im Zeitraum 2003 bis 2006 gehörte er auch der Fachkommission für Anatomie bei der Ärztekammer des Bundeslandes an.
Außerplanmäßiger Professor für Anatomie wurde Beck an der Universität Rostock 2005, in welchem Jahr er auch wissenschaftlicher Beirat bei der Bundesapothekerkammer wurde. Im nächsten Jahr wurde er außerordentliches Mitglied und Vorsitzender der Arzneimittelkommission der Deutschen Apotheker. Letzteres Amt bekleidete er bis 2008. Dem Ausschuss für Verschreibungspflicht des Bundesinstituts für Arzneimittel und Medizinprodukte gehört er ab 2008 an.
Beck ist Mitglied folgender Gesellschaften: Der Deutschen Gesellschaft für Pharmakologie und Toxikologie, der International Society for Cerebral Blood Flow and Metabolism, der Anatomischen Gesellschaft, dem Deutschen Hochschulverband und der Winckelmann-Gesellschaft.